# Даніель Жандюпо
Даніель Жандюпо (нім. Daniel Jeandupeux, нар. 7 лютого 1949, Сент-Ім'є) — швейцарський футболіст, що грав на позиції нападника. По завершенні ігрової кар'єри — тренер. Найкращий тренер Швейцарії (1980, 1981) та Франції (1991).
Виступав за клуби «Ла Шо-де-Фон», «Цюрих» та «Бордо», а також національну збірну Швейцарії. Як тренер працював з рядом швейцарських та французьких клубів, а також очолював збірну Швейцарії.

## Клубна кар'єра
У дорослому футболі дебютував 1967 року виступами за команду клубу «Ла Шо-де-Фон», в якій провів чотири сезони.
Протягом 1971—1975 років захищав кольори команди клубу «Цюрих». За цей час двічі виборював титул чемпіона Швейцарії, також двічі ставав володарем Кубка Швейцарії.

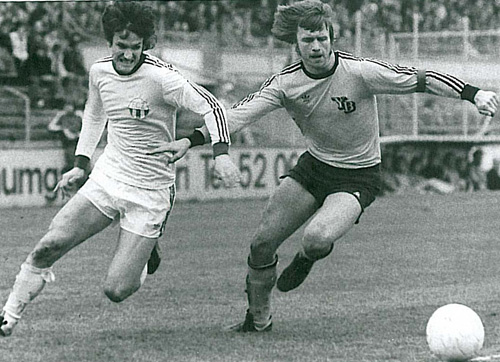
Даніель Жандюпо (ліворуч) під час виступів за «Цюрих». 1974 рік.

Своєю грою за привернув увагу представників тренерського штабу клубу «Бордо», до складу якого приєднався 1975 року. Відіграв за команду з Бордо два прекрасних сезони (24 голи в 64 іграх), поки на початку третього сезону 1 жовтня 1977 року, у зіткненні з футболістом «Марселя» Марк Бердоллем отримав подвійний складний перелом ноги, від якого так і не відновився та змушений був у 29 років покласти край своїй футбольній кар'єрі, ставши тренером.
Вже будучи тренером, виходив на поле у кількох матчах у складі очолюваних ним клубів «Сьйон» та «Цюрих».

## Виступи за збірну
26 березня 1969 року дебютував в офіційних іграх у складі національної збірної Швейцарії в товариському матчі проти Іспанії (0:1). Протягом кар'єри у національній команді, яка тривала 9 років, провів у формі головної команди країни 35 матчів, забивши 2 голи.

## Кар'єра тренера
Розпочав тренерську кар'єру 1979 року, очоливши тренерський штаб клубу «Сьйон», з яким він виграв Кубок Швейцарії в 1980 році, після чого того ж року очолив «Цюрих». Там виграв титул швейцарського чемпіона і ставши володарем Кубка швейцарської ліги в 1981 році. Крім цього він був визнаний найкращим тренером Швейцарії у 1980 та 1981 роках
Згодом протягом 1983—1985 років очолював тренерський штаб французької «Тулузи», а потім працював з нижчоліговим клубом «Керіолетс Плювіньє»
У січні 1986 року прийняв пропозицію попрацювати зі збірною Швейцарії. Залишив збірну у травні 1989 року, повернувшись до Франції, де очолив «Кан», з якою в сезоні 1991/1992 зайняв 5-те місце у Дивізіоні 1 і вивів команду вперше в історії до Кубка УЄФА, де в першому ж раунді французи поступились іспанській «Сарагосі» (3:2, 0:2). Ці два матчі так і залишились єдиним в історії єврокубковими матчами команди. Крім цього Жандюпо був названий найкращим тренером Франції 1991 року за версією журналу France Football. 1994 року контракт Жандюпо не було продовжено і він перейшов у «Страсбур», де залишився тільки один сезон і виграв Кубок Інтертото 1995 року.
У 1997 році він повернувся в «Кан», куди Жандюпо запросив новий президент Жан Пінгон, і обіймав посаду генерального менеджера протягом трьох сезонів.
У лютому 2004 року він повернувся на посаду тренера в «Ле-Мані», що був на межі вильоту в Лігу 2 після складного першого сезону в еліті. Даніелю не вдалося врятувати команду і у грудні 2004 року його замінив Фредерік Хантс, а сам Жандюпо став технічним директором, а потім спортивним директором та скаутом у клубі. У вересні 2007 року він став радником президента Анрі Легарди, а 2 лютого 2009 року його знову призначили тренером першої команди, замінивши Іва Бертуччі, який став його помічником, але в кінці сезону був замінений на Паулу Дуарті. Жандюпо ж залишив клуб лише у червні 2012 року.

## Титули і досягнення

### Як гравця
- Чемпіон Швейцарії (3):

«Цюрих»: 1973–74, 1974–75, 1980–81
- Володар Кубка Швейцарії (2):

«Цюрих»: 1971–72, 1972–73

### Як тренера
- Чемпіон Швейцарії (1):

«Цюрих»: 1980–81
- Володар Кубка Швейцарії (1):

«Сьйон»: 1979–80
- Володар Кубка швейцарської ліги (1):

«Цюрих»: 1980–81
- Володар Кубка Інтертото (1):

«Страсбур»: 1995

### Індивідуальні
- Найкращий бомбардир чемпіонату Швейцарії: 1973–74 (22 голи)
- Тренер року у Швейцарії: 1980, 1981 («Цюрих»)
- Тренер року у Франції: 1991 («Кан»)